# 杜普尼察
杜普尼察（保加利亞語︰Дупница）是保加利亞西部丘斯滕迪爾州的小鎮，位於索菲亞以南約65公里，海拔高度500米，是熱門的渡假勝地。在保加利亞共產主義時期曾經改名。杜普尼察是發展快速的小鎮，鎮內有歷史古蹟和現代建築，而30%至40%的居民受僱於一間藥廠。

## 圖片集

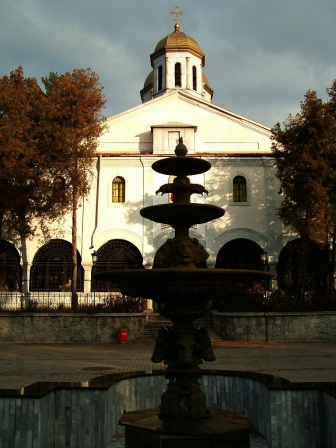
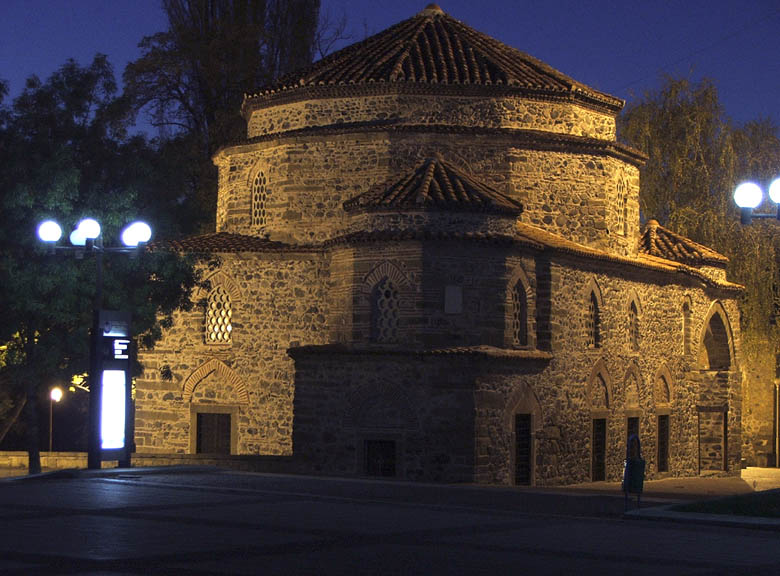
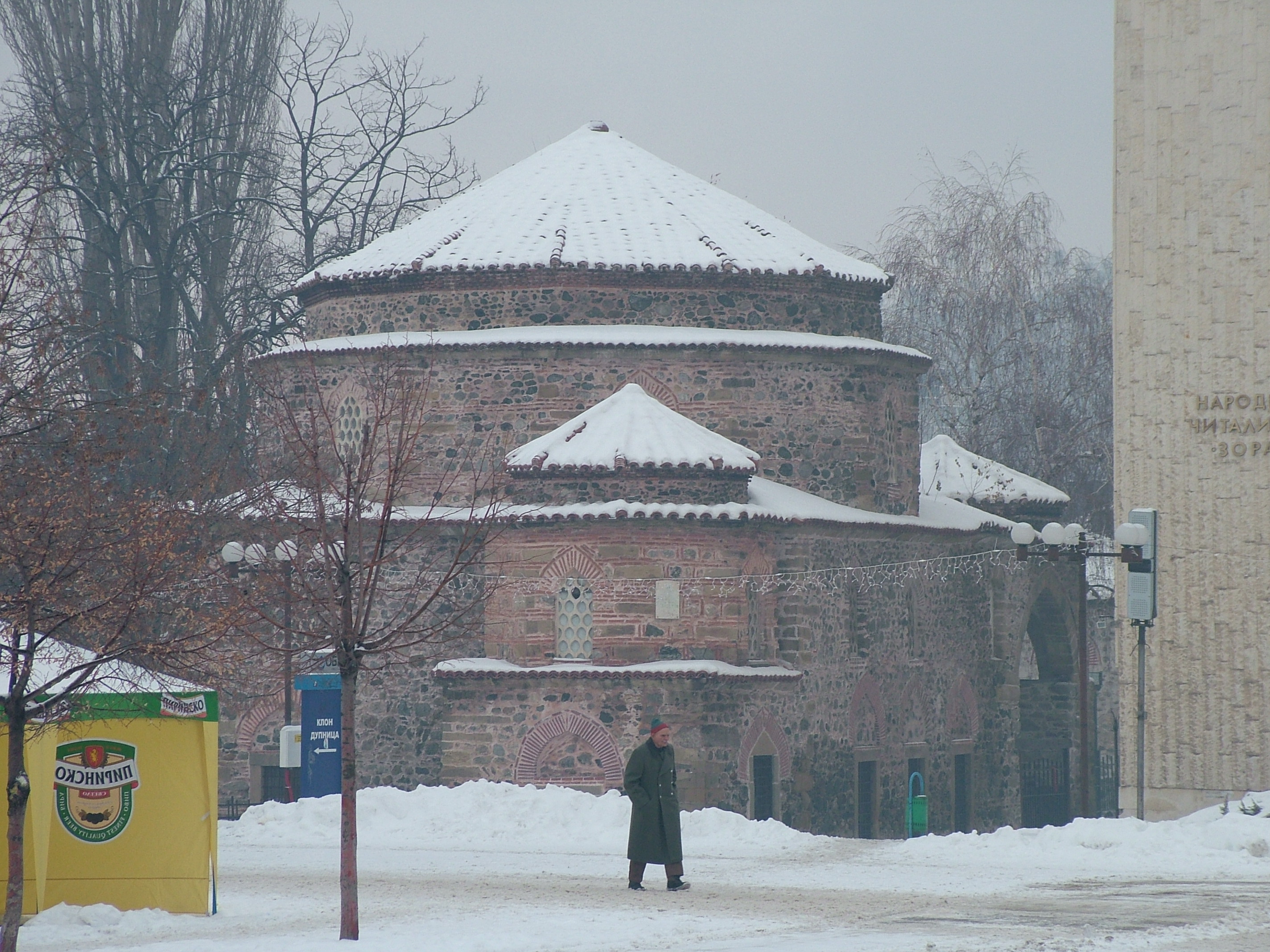
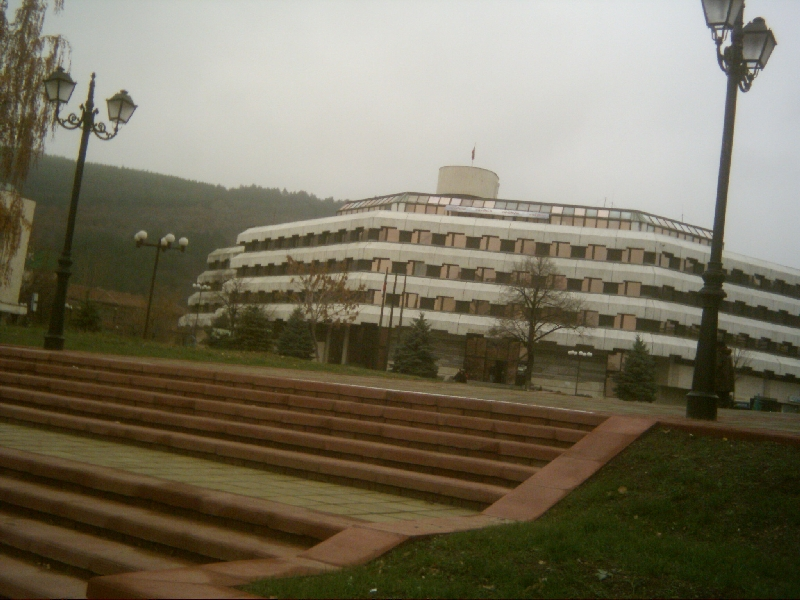
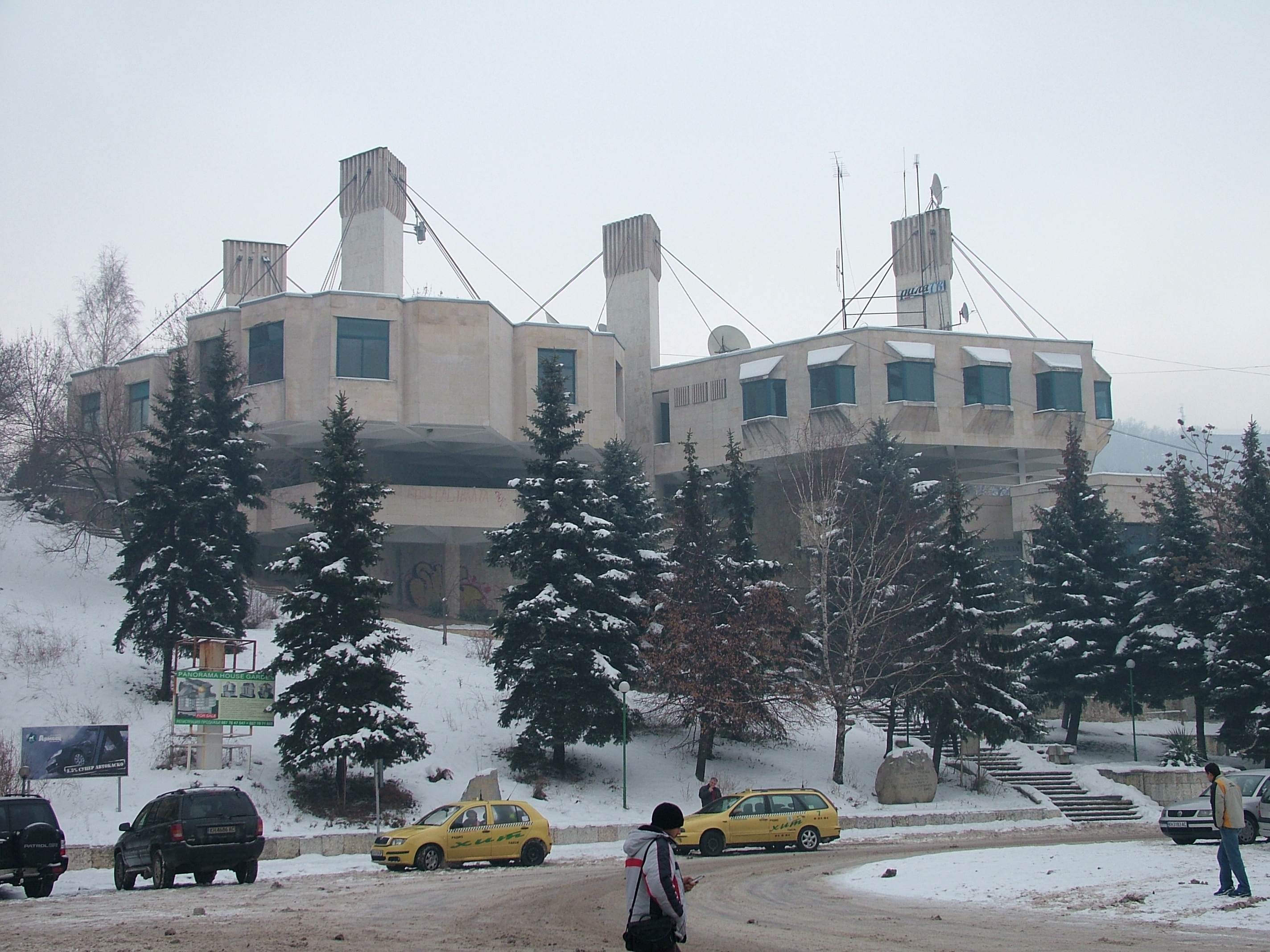
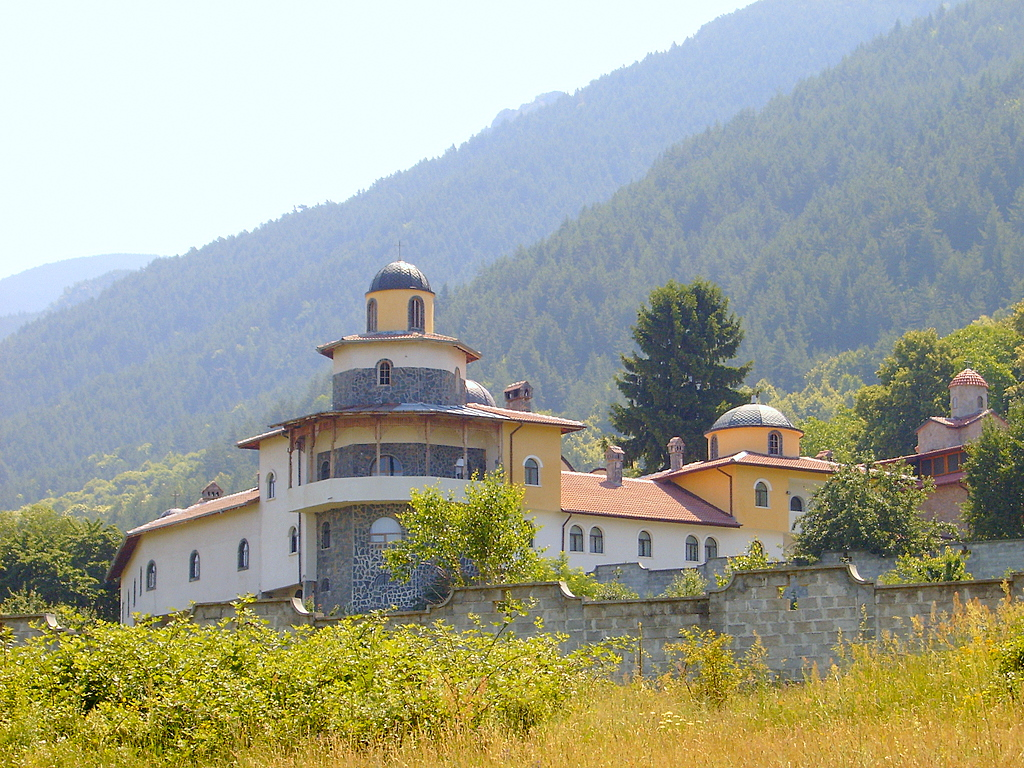

## 外部連結
- Official website of Dupnitsa （页面存档备份，存于）
- Dupnitsa municipality at Domino.bg
- Dupnitsa article at Pictures of Bulgaria